# Mossel Bay
Mossel Bay (afrikaans:  Mosselbaai) är en hamnstad och kommun i Västra Kapprovinsen i Sydafrika och har cirka 30 000 invånare. Hela stadsområdet (inklusive bland annat Hartenbos och KwaNongaba) hade cirka 65 000 invånare 2011. Namnet kommer från musslor som finns i bukten.

## Historia
- För 164 000 år sedan började människor hämta föda ur havet vid grottan Pinnacle Point.[2]
- Den 3 februari 1488 nådde Bartolomeu Dias Mossel Bay - den första europeiska landstigningen i nuvarande Sydafrikanska republiken. Man lastade vatten från källan Aguada de São Bras, uppkallad efter Sankt Blasius, och mötte Sanfolket [3] [4]
- År 1501 lämnade den portugisiske sjökaptenen Pedro d’Ataide ett meddelande i en sko i ett träd nära källan, vilket återfanns av João da Nova. Portugiserna fortsatte använda trädet som "brevlåda" under de följande årtiondena. Da Nova anlade också en andaktsplats.[4]
- Cirka år 1600 benämnde holländska sjöfarare orten Mosselbaai[4]
- Länge saknades byggnader. Först 1787 byggde Nederländska Ostindiska Kompaniet (VOC) ett spannmålslager och året efter började man skeppa ut vete som odlats i omgivningarna.[4]
- År 1814 tog britterna kontrollen. De gav 1848 orten stadsrättigheter under namnet Aliwal South (efter ett slagfält i första sikhkriget). Detta namn övergavs dock senare.[4]
- Runt sekelskiftet 1900 blomstrade handeln med strutsfjädrar. Det byggdes många nya hus och år 1912 anlades en vågbrytare.[4]
- En anläggning som omvandlar naturgas till olja (GTL) inrättades 1987.[4]

## Ekonomi
Mossel Bay har stor turism. Även GTL-anläggningen ger arbetstillfällen.

### Kommunikationer
Motorvägen N2 går utanför staden. Närmaste större flygplats ligger i George

## Klimat
Klimatet är milt året om. Det blir sällan frost och snö har aldrig registrerats vid kusten men väl uppe i bergen.
| Medletemperaturer          | Medletemperaturer | Medletemperaturer |
| Årstid                     | Dagtid            | Nattetid          |
| -------------------------- | ----------------- | ----------------- |
| Sommar (september - april) | 26°C              | 12°C              |
| Vinter (maj - augusti)     | 19°C              | 8°C               |

## Kända personer knutna till Mossel Bay
- Henk Eksteen, rugbyspelare i landslaget
- Louis Oosthuizen, golfspelare